# Retro-soul
Retro soul, às vezes escrito como retro-soul, é um gênero de música popular pós-moderno e contemporâneo que surgiu anos após a era de ouro da música soul. Em termos de estilo vocal, arranjo e técnicas de gravação, esse gênero tenta oferecer novas músicas na tradição do soul dos Estados Unidos das décadas de 1950 a 1970. Isso difere da música soul, do R&B contemporâneo e do neo soul, pois é intencionalmente produzido com um som e estilo de gravação vintage, anos após a era original.

## Contexto
O retro soul começou no final da década de 1990 na cidade de Nova Iorque, com as gravações focadas no estilo vintage da gravadora Desco (agora Daptone Records). Produtores de hip hop buscavam material para samplear, e o pequeno selo apresentava gravações em vinil que emulavam o estilo do soul e da música dos anos 1960 e 1970. Essa música foi inicialmente lançada para dar a impressão de que eram gravações raras ou perdidas que haviam sido redescobertas, embora, tecnicamente, fossem gravações totalmente novas. Sua popularidade cresceu, com as músicas sendo frequentemente tocadas em rádios universitárias dos Estados Unidos. Além disso, algumas dessas gravações foram usadas como material para samples em produções de hip hop e música eletrônica.

## Sucesso
Essa música alcançou popularidade no mainstream com o segundo álbum da artista Amy Winehouse em 2006. A produção do seu disco Back to Black, vencedor do Grammy, incluiu um estilo soul vintage e contou com a seção rítmica e os instrumentistas de sopro de Sharon Jones & The Dap-Kings. Lançamentos subsequentes de artistas como Sharon Jones, Mayer Hawthorne, Adrian Younge, Raphael Saadiq, Lee Fields, Shoshana Bean e Charles Bradley continuaram nessa tradição.

## Características
O estilo musical é reconhecido pelos arranjos e instrumentação característicos do soul clássico dos anos 1950 até os anos 1970, sendo em grande parte não eletrônico. A instrumentação inclui bateria, baixo, percussão, piano elétrico, guitarra elétrica, órgão Hammond, piano, saxofone, trompete e trombone. A música pode ser tanto instrumental quanto com vocais. O repertório inclui baladas, ritmos médios e ritmos acelerados. Os ritmos podem incluir influências da Motown, funk e balada sentimental.

## Gravadoras
Desco Records (Brooklyn, 1996–2000)
- Fundada por Phillip Lehman e Bosco Mann, a gravadora foi um dos primeiros lares para artistas de Nova Iorque. Lehman e Mann seguiram caminhos separados em 2000 para explorar sons diferentes.

Daptone Records (Brooklyn, 2004–presente)
- Bosco Mann fundaria a Daptone com Neal Sugarman. A Daptone é uma das gravadoras mais renomadas no movimento de ressurgimento do soul, conhecida por artistas como Sharon Jones & The Dap-Kings e Charles Bradley.[6]

Truth & Soul Records (Brooklyn, 2004–2016)
- Após a Desco, Phillip Lehman dirigiu a gravadora de curta duração Soul Fire (1999–2003), antes de entregar o estúdio aos músicos e produtores da Soul Fire, Leon Michels e Jeff Silverman. A Truth & Soul é mais conhecida pelos lançamentos de Lee Fields & The Expressions e pela colaboração com artistas da Daptone.

Colemine Records (Ohio, 2007–presente)
- Fundada por Terry Cole na região de Greater Cincinnati, a Colemine lançou trabalhos de artistas de várias partes dos Estados Unidos, incluindo The Dip, Durand Jones & The Indications e Black Pumas.[7][8]

Stax Records (Memphis, 2007–presente)
- Uma gravadora de soul tradicional, relançada em 2007 como parte do grupo Concord Records. Entre os artistas contemporâneos de destaque estão Ben Harper e Nathaniel Rateliff & The Night Sweats.

Stones Throw Records (Los Angeles, 1996–presente)
- Primariamente uma gravadora de hip hop, a Stones Throw tem apoiado artistas de retro-soul com tendências pop, como Aloe Blacc e Mayer Hawthorne.

Now-Again Records (Los Angeles, 2002–presente)
- Uma ex-subsidiária de reedições de funk e soul da Stones Throw, a Now-Again é mais conhecida por suas compilações regionais e globais de funk e rock psicodélico. A gravadora é o lar de artistas como The Whitefield Brothers, Heliocentrics e Breakestra.

Big Crown Records (Brooklyn, 2016–presente)
- Uma gravadora independente sediada no Brooklyn, fundada por Leon Michels e Danny Akalepse. Esta é a segunda gravadora que Michels e Akalepse construíram do zero.